# Fritz Sjöqvist
Fritz Hartvig Sjöqvist (ur. 18 listopada 1884 w Sztokholmie, zm. 26 kwietnia 1962 tamże) – szwedzki żeglarz, olimpijczyk.

## Życiorys
Członek Kungliga Svenska Segelsällskapet od 1902 roku, zasiadał następnie w jego władzach.
Na regatach rozegranych podczas Letnich Igrzysk Olimpijskich 1912 wystąpił w klasie 8 metrów zajmując 5 pozycję. Załogę jachtu K.S.S.S. tworzyli również Arvid Sjöqvist, Gustaf Månsson, Emil Hagström, Ragnar Gripe i Thorsten Grönfors.
Brat bliźniak Arvida Sjöqvista.